# Freddie Keppard
Freddie Keppard (Nueva Orleáns, 27 de febrero de 1890-Chicago, 15 de julio de 1933) fue un cornetista estadounidense de jazz. Se trata de uno de los pioneros del jazz, que llegó a ser proclamado, tras la muerte de Buddy Bolden, como el rey de la corneta.

## Reseña biográfica
Con un hermano también músico (Louis, que tocaba la guitarra y la tuba), Freddie, después de probar con varios instrumentos, se decidió por la corneta y así ya a comienzos del siglo XX tocaba en la orquesta de John Brown. En 1906 se convirtió en el líder de la Olympia Band, orquesta que quedó disuelta cuando se trasladó a Los Ángeles en 1914. 
Se une a la Original Creole Orchestra y realiza varias giras por todo el país; en 1916, dos años antes de disolverse, la orquesta tiene la oportunidad de realizar la primera grabación de una banda de jazz, aunque Keppard renuncia, por miedo a que su estilo sea copiado.
En 1918 establece su residencia en Chicago y toca en una orquesta con Erskine Tate y Jimmie Noone, aunque progresivamente su salud va empeorando, debido, en parte, a su afición a la bebida.

## Discografía
- 1924: Red Onion Jazz Babies/Cook's Dreamland Orchestra/ Freddie Keppard's Jazz Cardinals	 	(Fountain)